# Mia REGINA
Mia REGINA (с итал. — «Моя королева») — японская женская идол-группа из Токио, образованная в 2016 году и состоящая из Ваки Кирисимы, Фури Уэбаны и Рисуко Сасакамы. Исполнитель лейбла Lantis.

## История
Коллектив начал деятельность в 2016 году. Кирисима, Уэбана и Сасакама ранее состояли в идол-группе Star Anis, связанной с аниме-сериалом Aikatsu Stars!. Первый сингл Mia REGINA, «Eternal Explorer» (яп. ETERNALエクスプローラー), вышел 24 августа 2016 года; его заглавная композиция использовалась как финальная тема аниме Momokuri. 26 октября был выпущен второй сингл, «Chomusubi Amulet» (яп. 蝶結びアミュレット), заглавная песня которого послужила открывающей композицией аниме Matoi the Sacred Player.
26 апреля 2017 года вышел сингл «My Sweet Maiden» / «Welcome To Our Diabolic Paradise», заглавные песни которого стали соответственно начальной и финальной темами аниме Sin: Nanatsu no Taizai. 28 февраля 2018 года был издан сингл «Dear Teardrop»; его главный трек использовался в качестве закрывающей композиции аниме Citrus.
21 августа 2019 года группа выпустила сингл «Mubyo no Hana» (яп. 無謬の花), титульная композиция которого послужила эндингом аниме Hensuki. 28 июля 2021 был выпущен сингл «Tsukiumi no Yurigo» (яп. 月海の揺り籠); его заглавная песня стала первой начальной темой аниме The Aquatope on White Sand.

## Дискография

### Синглы
| Год  | Название                                               | Высшая позиция | Альбом             |
| Год  | Название                                               | Oricon         | Альбом             |
| ---- | ------------------------------------------------------ | -------------- | ------------------ |
| 2016 | «Eternal Explorer» (ETERNALエクスプローラー)           | 116            | That’s a Fact!     |
| 2016 | «Chomusubi Amulet» (蝶結びアミュレット)                | 85             | That’s a Fact!     |
| 2017 | «My Sweet Maiden» / «Welcome To Our Diabolic Paradise» | 111            | Miauseum: Curation |
| 2018 | «Dear Teardrop»                                        | 93             | Miauseum: Curation |
| 2018 | «Junsei Erotic» (純正エロティック)                     | 152            | Miauseum: Curation |
| 2019 | «Mubyo no Hana» (無謬の花)                             | 129            | Miauseum: Curation |
| 2020 | «I got it!»                                            | 78             | Miauseum: Curation |
| 2021 | «Tsukiumi no Yurigo» (月海の揺り籠)                    | 101            | Miauseum: Curation |
| 2021 | «Fever Dreamer»                                        | 50             | —                  |

### Студийные альбомы
| Дата             | Название                                       | Высшая позиция |
| Дата             | Название                                       | Oricon         |
| ---------------- | ---------------------------------------------- | -------------- |
| 7 декабря 2016   | That’s a Fact!                                 | 188            |
| 29 мая 2019      | Re! Re! Re!                                    | 243            |
| 16 сентября 2020 | Miauseum: Curation (MIAUSEUM -キュレーション-) | 125            |